# アルバジャーラ
アルバジャーラ（イタリア語: Albagiara）は、イタリア共和国サルデーニャ自治州オリスターノ県にある、人口約200人の基礎自治体（コムーネ）。

## 地理

### 位置・広がり

#### 隣接コムーネ
隣接するコムーネは以下の通り。括弧内のNUはヌーオロ県所属を示す。
- アーレス
- アッソロ
- ジェノーニ (NU)
- ゴンノズノ
- モゴレッラ
- ウゼッルス
- ヴィッラ・サンタントーニオ